# Pherbellia garganica
Pherbellia garganica är en tvåvingeart som beskrevs av Rivosecchi 1989. Pherbellia garganica ingår i släktet Pherbellia och familjen kärrflugor.
Artens utbredningsområde är Italien. Inga underarter finns listade i Catalogue of Life.